# 赛义德·维比
赛义德·维比（土耳其語：Seyyid Vehbi，大约1674年—1736年）是奥斯曼帝国蘇丹艾哈迈德三世当政时期的诗人，闻名于郁金香时期。